# Puycelsi
Puycelsi (manchmal auch Puycelci geschrieben; okzitanisch Puègcèlsi) ist eine südfranzösische Gemeinde mit 458 Einwohnern (Stand 1. Januar 2022) im Département Tarn in der Region Okzitanien. Sie gehört zum Arrondissement Albi und ist Mitglied im Gemeindeverband Gaillac Graulhet Agglomération. Die Bewohner werden Puycelsiens und Puycelsiennes genannt.
Der Ort gehört zu den ‚Schönsten Dörfern Frankreichs‘.

## Geschichte
Das Vère-Tal war, wie neuere Studien belegen, seit prähistorischen Zeiten von Menschen besiedelt, insbesondere auf dem Gelände des Dorfes selbst. Viel später nannten die Kelten, die zwischen dem achten und zweiten Jahrhundert v. Chr. in der Region lebten, diesen Ort „celto dun“: „Festung des Waldes“; die später siedelnden Römer gaben ihm den Namen „podium celsium“, was „hohe Plattform“ bedeutet.
Das erste bekannte Dokument, das die Geschichte von Puycelsi nachzeichnet, ist die Kaufurkunde aus dem Jahr 1180, mit der Abt Pierre d’'Aurillac dieses Lehen an den Grafen von Toulouse Raimund V. verkaufte, dem die strategische Bedeutung des Ortes nicht verborgen geblieben war an der Grenze von Languedoc und Guyenne, ganz in der Nähe der Hochebenen von Cahors. Die Grafen von Toulouse befestigten den Ort und bauten eine Burg, die inzwischen verschwunden ist und die, wie alles deutet, ihre Lieblingsburg war. Als treuer Anhänger des Grafen von Toulouse leistete Puycelsi während des Albigenserkreuzzugs zweimal Widerstand gegen die Montforts, gegen Simon de Monfort im Jahr 1211 und dann gegen seinen Bruder Guy im Jahr 1213, dem es nicht gelang, die Zitadelle einzunehmen. Der Vertrag von Paris im Jahr 1229, der mit dem Ende des Albigenserkreuzzugs die Versöhnung von Raymond VII. mit dem jungen französischen König Ludwig IX. markierte, sah vor, dass 25 Orte, die den Siegern Widerstand geleistet hatten, zerstört werden mussten. Natürlich war auch Puycelsi dabei. Damit begann ein langer Abbau des Dorfes und seiner Befestigungsanlagen.
Und doch widerstand das Dorf tapfer anderen Eindringlingen: den Routiers des Vicomte de Montclar im Jahr 1363, dem Sieur de Duras, 450 Engländern während des Hundertjährigen Krieges und sogar dem Sieur de Payrol, der seine Niederlage während der Hugenottenkriege erlebte. Es war schwierig die Bewohner von Puycelsi zu vertreiben, deren Loyalität gegenüber der Krone Frankreichs über die Jahrhunderte hinweg nicht nachgelassen hatte, die auf ihrem felsigen Gipfel saßen und von ihren Stadtmauern geschützt wurden. Das Irissou-Tor, ein Wallgang, mehr als 800 Meter Stadtmauer und Wachtürme zeugen noch heute vom Verteidigungscharakter des Ortes.
Im Laufe seiner Geschichte wurde das Dorf zwischen 1586 und 1652 von vier Pestepidemien heimgesucht. Um diese Geißel abzuwehren, bauten die Einwohner die Kapelle Saint-Roch, in der sich heute das Tourismusbüro befindet. Der heilige Rochus mag das Dorf beschützt haben, aber wahrscheinlicher war es seine Isolation, die den Austausch mit der Außenwelt vermied, die die Ausbreitung der Pest verhinderte. Um zum Dorf zu gelangen, gab es nur Saumpfade. 

## Geografie
Puycelsi liegt in der Région naturelle Gaillacois auf einem nach drei Seiten steil abfallenden Hügel oberhalb des Tals der Vère etwa 43 Kilometer (Fahrtstrecke) westlich von Albi bzw. 24 Kilometer nördlich des Weinortes Gaillac. Die ehemalige Bastide Castelnau-de-Montmiral (etwa zwölf Kilometer in östlicher Richtung) und der Ort Bruniquel (etwa 13 Kilometer nördlich am Fluss Aveyron) zählen ebenfalls zu den ‚Schönsten Dörfern Frankreichs‘. Das Gebiet der Gemeinde wird neben der Vère vom Tescounet, dem Ruisseau de Rô, dem Montouyre und verschiedenen anderen kleinen Wasserläufen entwässert.
Umgeben wird Puycelsi von den sieben Nachbargemeinden:
| Puygaillard-de-Quercy Larroque |                                             | Castelnau-de-Montmiral |
| Monclar-de-Quercy              | Kompassrose, die auf Nachbargemeinden zeigt |                        |
| La Sauzière-Saint-Jean         | Salvagnac                                   | Lisle-sur-Tarn         |

## Bevölkerungsentwicklung
| Jahr      | 1962 | 1968 | 1975 | 1982 | 1990 | 1999 | 2006 | 2018 |
| Einwohner | 503  | 535  | 480  | 442  | 453  | 495  | 493  | 451  |

Im 19. Jahrhundert hatte der Ort stets zwischen 1600 und 2200 Einwohner. Die Reblauskrise im Weinbau und die Mechanisierung der Landwirtschaft führten zu einem Verlust von Arbeitsplätzen und infolgedessen zu einem beständigen Rückgang der Bevölkerung.

## Wirtschaft
Die Gemeinde lebt heute in erster Linie von der Land- und Forstwirtschaft sowie vom Handwerk und vom Kleingewerbe. Seit den 1960er Jahren spielt auch der Tourismus in Form der Vermietung von Ferienwohnungen eine Rolle.

## Geschichte
Im 10. Jahrhundert ist der – nahe bei einer vorgeschichtlichen Kultstätte gelegene – Platz von Benediktiner-Mönchen der Abtei von Aurillac besiedelt worden. In der Zeit der Albigenserkreuzzüge (1209–1229) wurde der Ort von den Truppen Simon de Montforts belagert; nach dem Frieden von Meaux (1229) wurde die örtliche Burg geschleift. Im Hirtenkreuzzug von 1320 wurde die Stadt erneut belagert und ebenso im Verlauf des Hundertjährigen Krieges (1386).

## Sehenswürdigkeiten
- Die 800 Meter langen erhaltenen Mauerreste der Befestigungsanlagen (remparts) sind seit 1927 als Monument historique[2] anerkannt. Dazu gehört auch das Stadttor (Porte de l’Irissou), welches seit 1950 noch einmal gesondert als Monument historique[3] ausgewiesen ist.
- Im Ort finden sich mehrere Renaissancehäuser aus exakt behauenen Natursteinen aus dem 16. und 17. Jahrhundert in unmittelbarer Nachbarschaft zu Bruchstein- und Fachwerkhäusern.
- Das sogenannte Château des capitaines-gouverneurs stammt aus dem 15. Jahrhundert.
- Die im 14. und 15. Jahrhundert in gotischen Formen erbaute Pfarrkirche Saint-Corneille wird überragt von einem mächtigen Westturm, dessen Monumentalität durch Ecklisenen und verkröpfte Gesimse abgemildert ist. Das Innere der Kirche ist einschiffig mit seitlichen Kapellenanbauten. Sie ist seit 2018 als Monument historique[4] eingeschrieben.
- Die unmittelbar an die Wehrmauer anschließende Rochuskapelle (Chapelle Saint-Roch) hat einen kleinen Glockengiebel.
- Eine dreibogige, ehemals über die – im Jahr 1974 umgeleitete – Vère führende spätmittelalterliche Steinbrücke (Pont de Laval) aus dem 14./15. Jahrhundert ist ebenfalls seit 1991 als Monument historique[5] unter Schutz gestellt.
- Die etwa zwei Kilometer außerhalb des Ortes gelegene Chapelle Saint-Julien-le-Vieux ist seit 2002 als Monument historique[6] anerkannt.

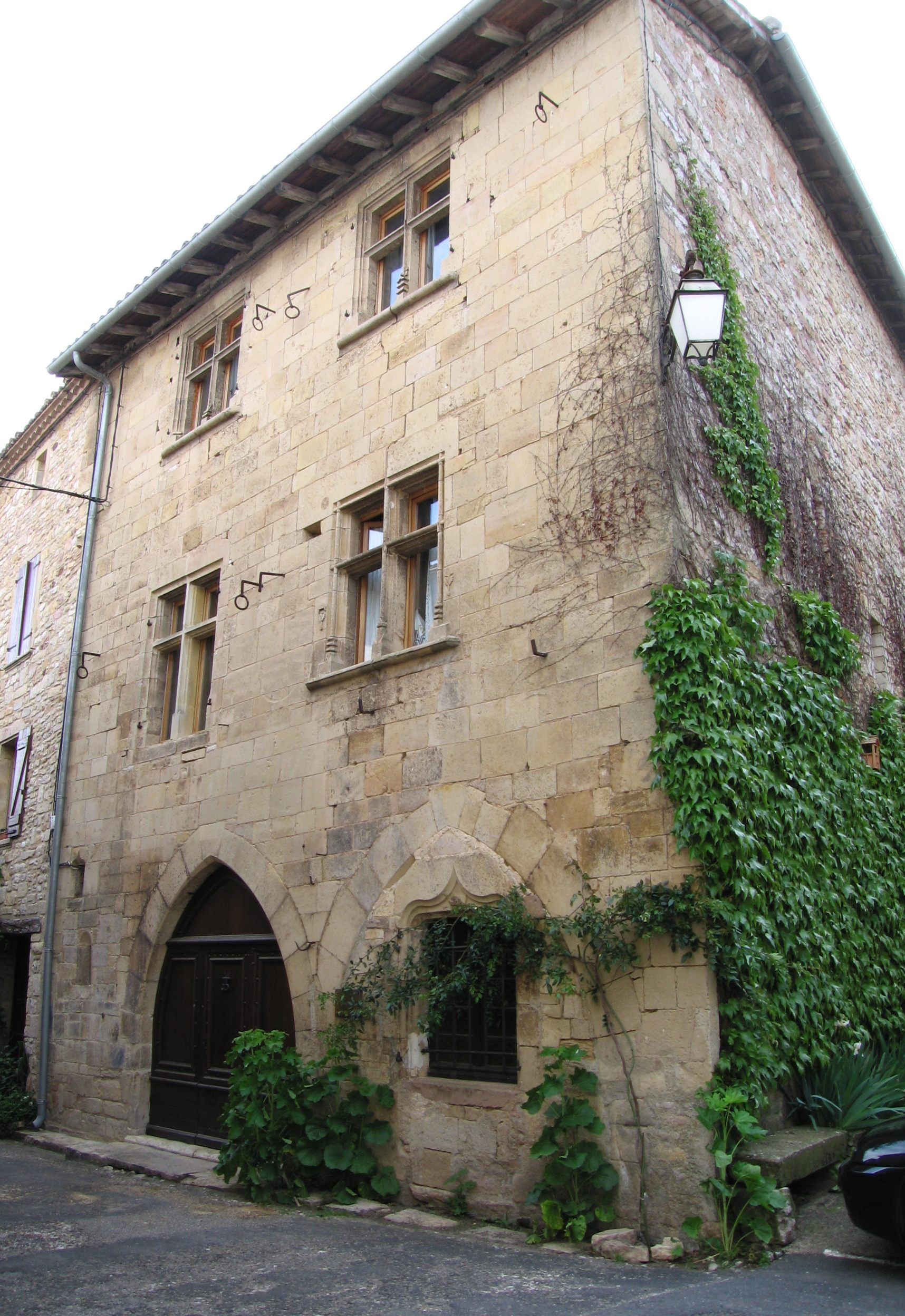
Renaissancehaus
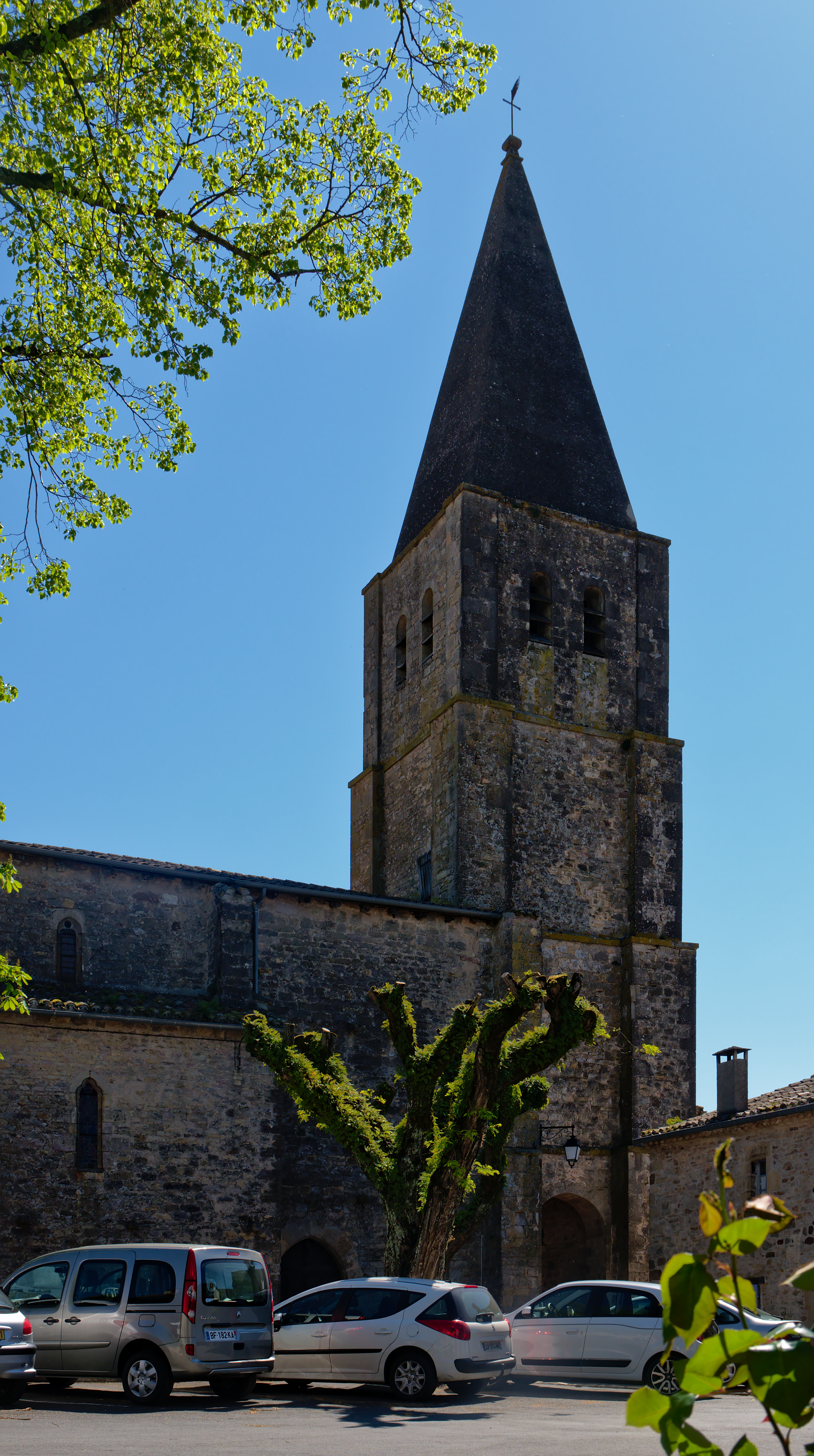
Pfarrkirche Saint-Corneille
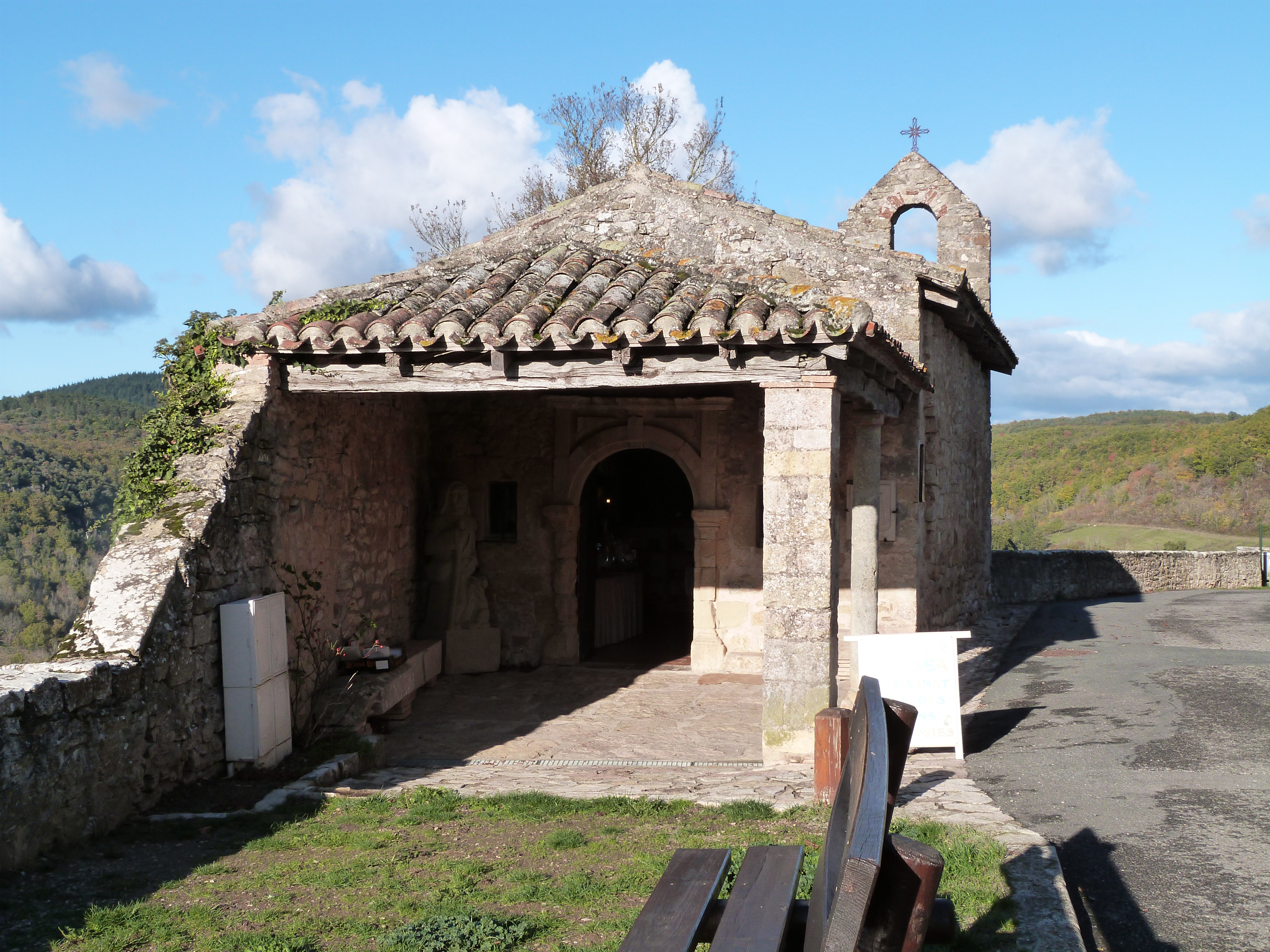
Rochuskapelle
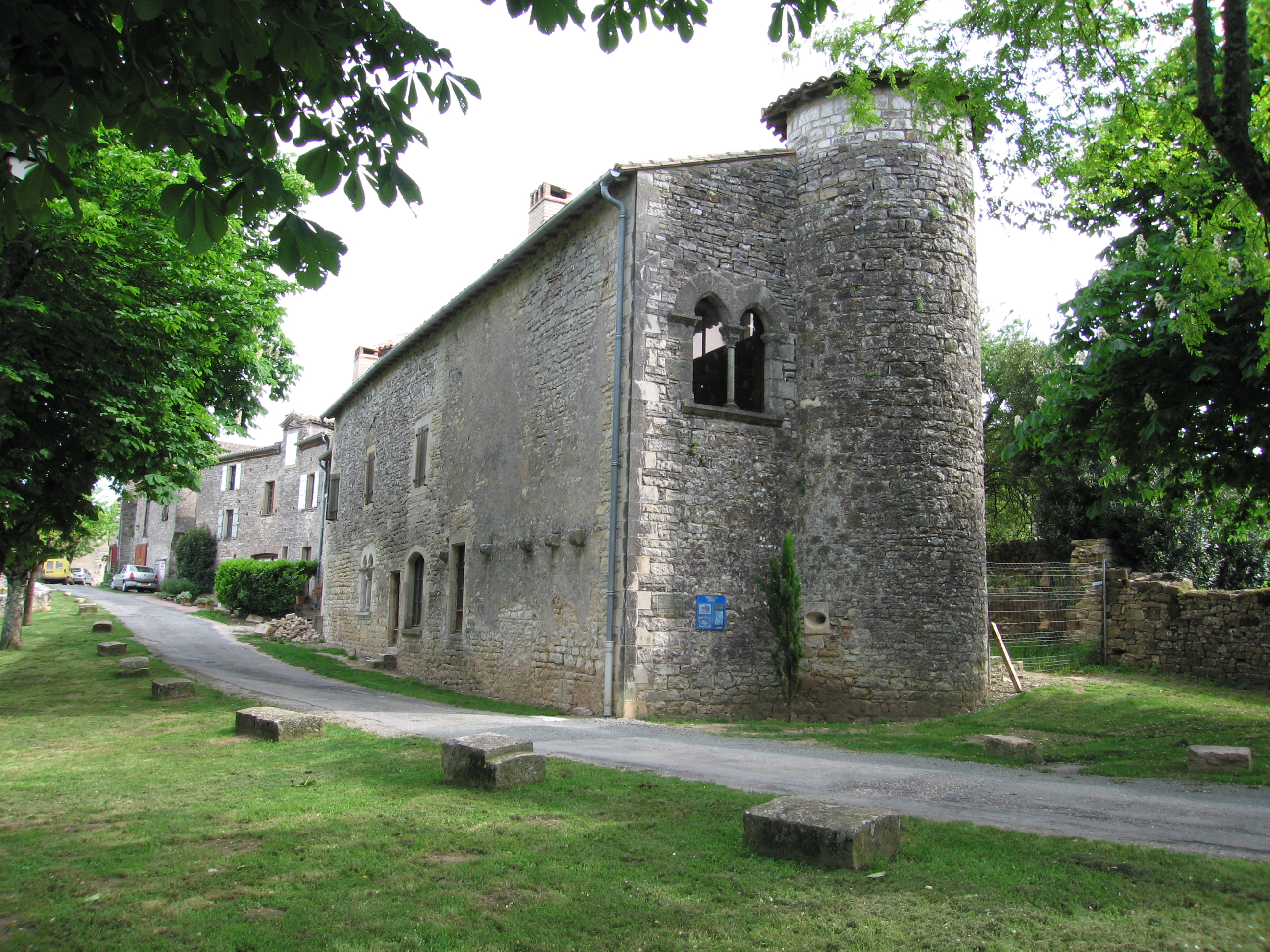
Château des capitaines-gouverneurs
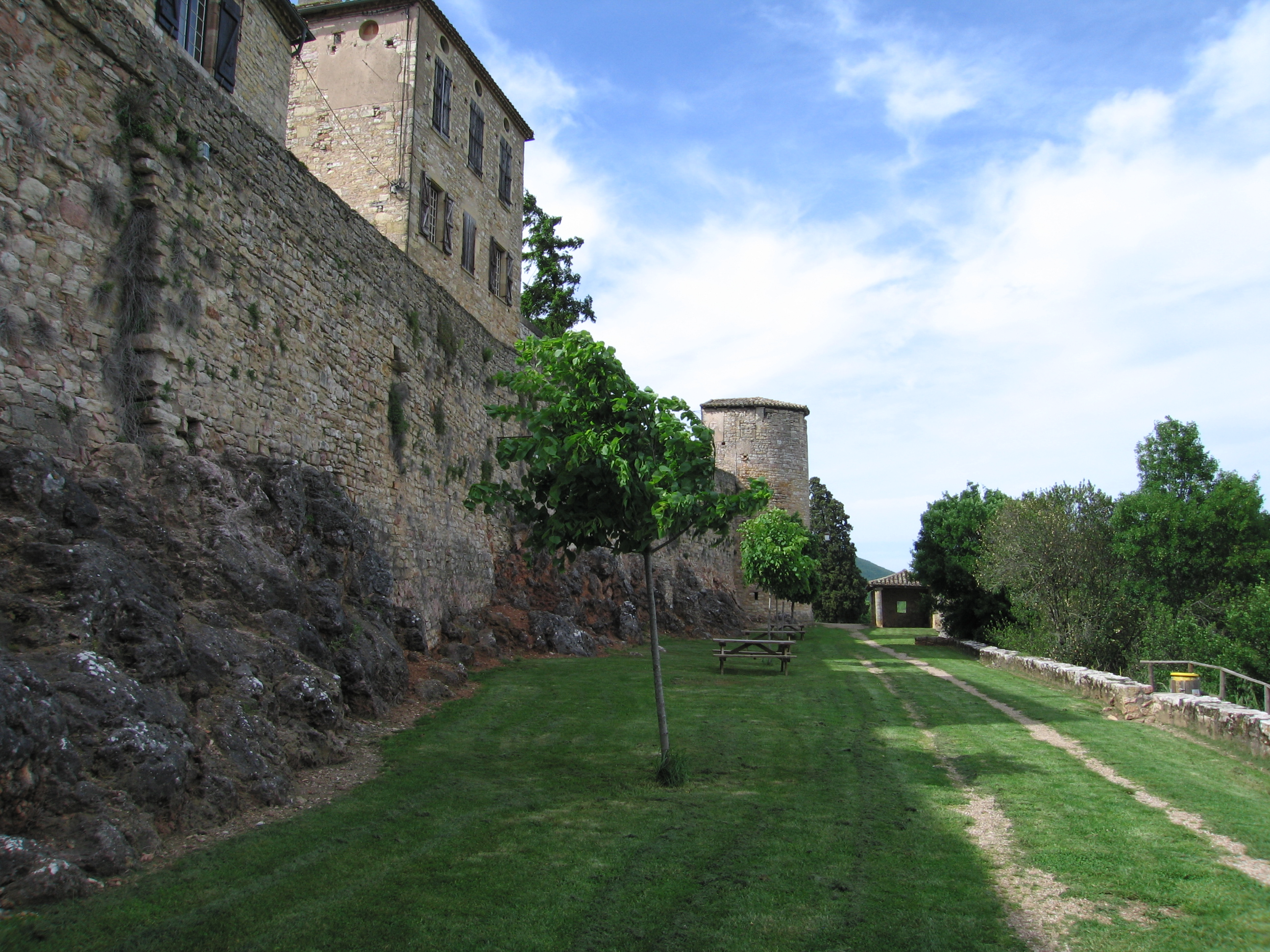
Wehrmauern und Türme
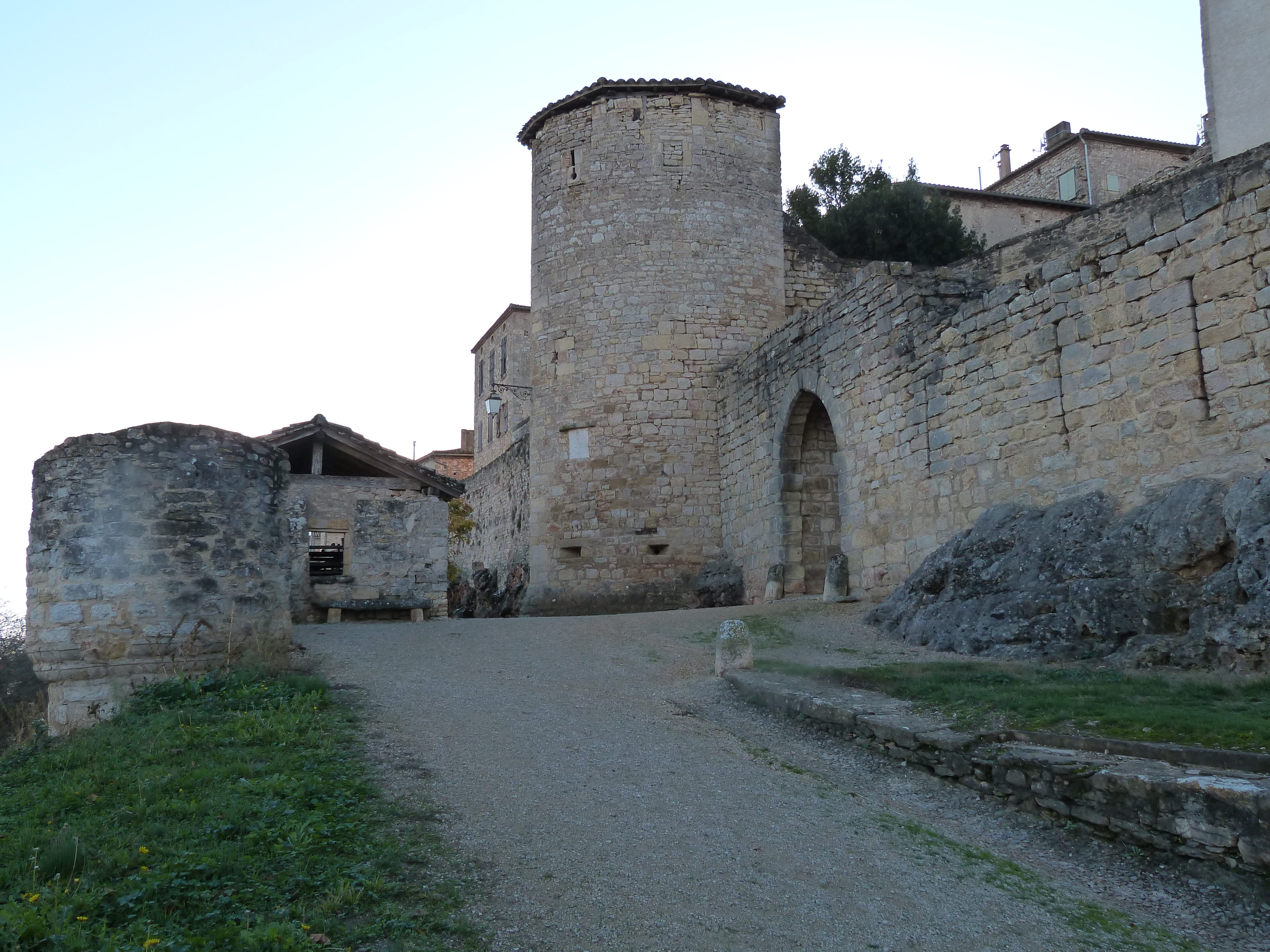
Gefängnisturm und Porte de l’Irissou